# Stefan Szajdak
Stefan Szajdak (ur. 14 grudnia 1910 w Turzach, zm. 6 marca 2004) – polski poeta autentysta, współzałożyciel grupy poetyckiej „Wołyń”.
Podczas II wojny światowej żołnierz 2 Korpusu Polski, 3 Dywizji Strzelców Karpackich. Uczestnik walk o Monte Cassino.

## Życiorys
W 1932 roku ukończył Państwowe Seminarium Nauczycielskie w Ostrzeszowie. W tym samym roku rozpoczął pracę jako nauczyciel w szkole podstawowej w Kępnie, a następnie w Ostrzeszowie. 1 września 1934 przeniósł się do Łucka, Równego, a następnie do Kiwerc. Tam nauczał do końca sierpnia 1939 – zdając w 1937 roku – praktyczny egzamin nauczycielski. W 1938 r. rozpoczął zaoczne studia na Wydziale Nauk Humanistycznych Katolickiego Uniwersytetu Lubelskiego.
Z chwilą wejścia do Armii Czerwonej do Kiwerc został aresztowany, a następnie wywieziony do obozu pracy na Syberii. W 1947 powrócił do Polski i osiadł w Środzie Wielkopolskiej, gdzie pracował jako nauczyciel, a następnie dyrektor biblioteki pedagogicznej. W 1967, mając 57 lat, ukończył studia wyższe na Wydziale Filozoficzno-Historycznym Uniwersytetu im. Adama Mickiewicza w Poznaniu, a także Studium Kulturalno-Oświatowe na tejże uczelni.
Należał on do grupy polskich poetów autentystów, nazywano ich „Okoliczanie”, ponieważ skupiali się wokół miesięcznika „Okolica Poetów”, wydawanego w Ostrzeszowie w latach 1935–1939 przez Stanisława Czernika. Na Wołyniu w Równem w latach 30. XX wieku współtworzył grupę poetycką „Wołyń” z Wacławem Iwaniukiem (późniejszym polskim poetą emigracyjnym) oraz Czesławem Janczarskim (powojennym redaktorem naczelnym czasopisma dla dzieci „Miś”) i Zygmuntem Janem Rumlem. W późniejszym okresie do grupy „Wołyń” przyłączyli się Józef Łobodowski, Władysław Milczarek i Jan Śpiewak.

## Twórczość
Przed 1939 r. debiutował wierszami w czasopismach literackich: „Wici Wielkopolskie”, „Okolica Poetów”, „Kamena” (wydawana w Lublinie), „Kultura”, „Kuźnica”, „Fontana”, „Prosto z Mostu”, „Miesięcznik Literatury i Sztuki” oraz na łamach pism: „Nowy Przyjaciel Ludu” w Kępnie, „Gazeta Ostrzeszowska” w Ostrzeszowie i „Wielkopolanin” w Poznaniu.
Po wojnie opublikował wiersze w czasopismach: „Nurt”, „Gazeta Poznańska”, „Głos Wielkopolski”, „Literacki Głos Nauczycielski”, „Bez Przysłony”, „Fakty”, „Nurt”, „Nike”, „Tygodnik Ludowy”, „Średzki Kwartalnik Kulturalny”, „Okolica Poetów” (1978, numer okolicznościowy), „Chłopska Droga”, „Gazeta Zachodnia”. Ponadto w tym okresie wydał kilka tomików poezji m.in. Blask życia, Dedykacje słońcu, Gorące źródła.
W 1978 r. Wydawnictwo Łódzkie zamieściło jego utwory w Antologii Poezji Autentystów, a Wydawnictwo Poznańskie w 1981 r. wydrukowało jego wiersze w antologii Pieśni i Pejzaże. Jego wiersze zawierały również antologie: Drugi puls (almanach poezji nauczycieli, Poznań 1984), Czas niezapisany (almanach poetycki, Poznań 1999 r.). Utwory Stefana Szajdaka były prezentowane na antenie poznańskiego i warszawskiego radia.
W 2012 opublikowano książkę pt. Stefan Szajdak – Poeta Autentyzmu,. Natomiast w 2015 ukazał się zbiór wierszy zatytułowany Stefan Szajdak – Wiersze Wybrane. W 2016 została wydana pozycja pt. Stefan Szajdak. Autentysta. Współzałożyciel Grupy Poetyckiej Wołyń. Utwory, zawierająca zebraną spuścizną literacką Stefana Szajdaka. W 2023 Muzeum Niepodległości wydało publikację Grupa Poetycka „Wołyń” – geneza, przedstawiciele, wiersze, napisaną przez prof. dr hab. Lecha Wojciecha Szajdaka, zawierającą wiersze jego ojca, Stefana. Prof. Szajdak przygotował także wystawę Portret z wierszy i pamięci. Grupa Poetycka „Wołyń”.
Laureat konkursów poetyckich w Gdańsku (1984), Poznaniu (1986) oraz w Zduńskiej Woli (1986).

## Opracowania
Był współautorem książek Film skuteczną pomocą dydaktyczną (Warszawa 1970) oraz Wielkopolskie sejmiki szlacheckie (Środa Wlkp., 1984). Ponadto po 1945 opublikował wiele artykułów, prac krytycznych oraz recenzji książek historycznych i podręczników akademickich.

## Wybrane nagrody i odznaczenia
- Krzyż Monte Cassino (Włochy 1944),
- Odznaka 3 Dywizji Strzelców Karpackich (Wielka Brytania 1945),
- The War Medal 1939/1945 (Wielka Brytania 1947),
- Złoty Krzyż Zasługi (Warszawa 1973),
- Odznaka Honorowa „Zasłużony dla Powiatu Środa Wlkp” 1975,
- Medal Zwycięstwa i Wolności 1945 (Warszawa 1976),
- Medal Komisji Edukacji Narodowej (Warszawa 1979),
- Krzyż Kawalerski Orderu Odrodzenia Polaki (Warszawa 1980),
- Brązowy Medal za Zasługi dla Obronności Kraju (Warszawa 1980),
- Krzyż Czynu Bojowego Polskich Sił Zbrojnych na Zachodzie (Warszawa 1990).

- Czechowicz J. 1938, Poezja Wołynia, „Kurier Literacko-Naukowy” nr 50 (12 XII), s. 8–9.
- Czernik S. 1961, Okolica poetów, Wydawnictwo Poznańskie, Poznań, s. 64–65.
- Jaworski K.A. 1973, W kręgu Kameny, Wydawnictwo Lubelskie, Lublin, s. 189–217.
- Ożóg J.B. 1984, Okoliczanie. Antologia poezji polskiego autentyzmu, s. 161.
- Szadkowska M., Szajdak L.W. 2012, Stefan Szajdak – poeta autentyzmu, Prodruk, Poznań, s. 132.
- Szajdak L.W. 2015, Stefan Szajdak. Wiersze wybrane. Współzałożyciel grupy poetyckiej Wołyń, Instytut Badań Kościelnych w Łucku.
- Wołanie z Wołynia, Biały Dunajec – Ostróg, s. 79.
- Szajdak L.W. 2016, Stefan Szajdak. Autentysta. Współzałożyciel Grupy Poetyckiej Wołyń. Utwory, Prodruk, Poznań, sp. 219.
- Polska Bibliografia Literacka